# Posljednja kuća
Posljednja kuća (izdan 1932.) je roman koji je napisala Agatha Christie.

## Radnja
Nick Buckley je neobično ime za zgodnu mladu ženu. No i život što ga je vodila bio je neobičan. Smrt ju je gotovo svakodnevno pokušala uzet k sebi, ali u tome nije uspijevala... 
Kad je otkrio rupu od metka u njezinom šeširu, Hercule Poirot zaključi da joj je potrebna zaštita...  Agatha Christie ponovno blista u zapletu i neočekivanom raspletu, genijalnom rješenju "malih sivih stanica" Herculea Poirota.

## Ekranizacija
Roman je adaptiran za ekranizaciju 1990. u drugoj sezoni TV serije Poirot. U naslovnoj ulozi nastupio je David Suchet.

## Poveznice
- Posljednja kuća  Arhivirana inačica izvorne stranice od 14. srpnja 2014. (Wayback Machine) na Agatha-Christie.net, najvećoj domaćoj stranici obožavatelja Agathe Christie